# Aeroporto Internacional de Uruguaiana
O Aeroporto Internacional de Uruguaiana/Ruben Berta (IATA: URG, ICAO: SBUG) é um aeroporto internacional no município de Uruguaiana, no Rio Grande do Sul. Com mais de 700 mil metros de área construída, este é um dos maiores aeroportos do interior do estado do Rio Grande do Sul, e um dos três operados pela Infraero, ao lado de Pelotas e Bagé.
O aeroporto tem grande importância estratégica comercial internacional, tendo em vista que está localizado equidistante de Porto Alegre, Montevidéu, Buenos Aires e Assunção. Em 27 de outubro de 2015 voltou a receber voos comerciais regulares, com o início das operações da Azul Linhas Aéreas para Porto Alegre.